# فیرلینگس‌بیک
ویرلینگ بیک (به هلندی: Vierlingsbeek) یک منطقهٔ مسکونی در هلند است که در بوکس‌میر واقع شده‌است. ویرلینگ بیک ۲٬۵۵۳ نفر جمعیت دارد.